# Campanule
Pour les articles homonymes, voir Campanula (homonymie).
Cet article possède un paronyme, voir Campanile.
Campanula
Genre
Classification phylogénétique
Les campanules (genre Campanula du latin campana, « petite cloche ») sont des plantes herbacées vivaces ou bisannuelles de la famille des Campanulacées. Leurs fleurs — bleues, violettes ou blanches — sont hermaphrodites. Le calice présente cinq dents, souvent assez étroites. La corolle, en cloche, s'ouvre en cinq lobes. Cinq étamines. Ovaire infère. Style solitaire. Le fruit est une capsule à nombreuses graines. Leur large dispersion dans le monde montre qu'il s'agit d'un genre hémérochore. La Campanule regroupe plus de 250 espèces que l'on retrouve principalement en zones tempérées. Certaines campanules sont comestibles.

## Espèces

### En France
- Campanula alpestris (Syn. Campanula allionii) — Campanule des Alpes (occidentales)
- Campanula barbata — Campanule barbue
- Campanula bononiensis — Campanule de Bologne
- Campanula cenisia — Campanule du Mont Cenis
- Campanula cervicaria — Campanule à fleurs en tête
- Campanula cochleariifolia — Campanule à feuilles de Cochléaire
- Campanula erinus — Campanule à petites fleurs
- Campanula fritschii — Campanule de Fritsch (endémique des Alpes Maritimes)
- Campanula glomerata — Campanule agglomérée, ganteline
- Campanula lanceolata — Campanule à feuilles lancéolées
- Campanula latifolia — Campanule à larges feuilles
- Campanula medium — Campanule carillon
- Campanula patula — Campanule étalée
- Campanula persicifolia — Campanule à feuilles de pêcher
- Campanula rapunculoides - Campanule fausse-raiponce
- Campanula rapunculus — Campanule raiponce
- Campanula rotundifolia — Campanule à feuilles rondes
- Campanula scheuchzeri — Campanule de Scheuchzer
- Campanula speciosa - Campanule des Corbières (uniquement présente sur les éboulis et rochers calcaires des Causses du Massif central et des Pyrénées orientales et centrales)
- Campanula spicata - Campanule en épi
- Campanula thyrsoides — Campanule en thyrse
- Campanula trachelium — Campanule gantelée

### Au Canada
- Campanula alaskana
- Campanula americana
- Campanula aparinoides
- Campanula aurita
- Campanula cochlearifolia
- Campanula gieseckeana
- Campanula glomerata
  - Campanula glomerata subsp. glomerata
- Campanula lactiflora
- Campanula lasiocarpa
- Campanula latifolia
  - Campanula latifolia subsp. latifolia
- Campanula medium
- Campanula persicifolia
  - Campanula persicifolia subsp. persicifolia
- Campanula rapunculoides
- Campanula scouleri
- Campanula trachelium
  - Campanula trachelium subsp. trachelium
- Campanula uniflora

### Autres
- Campanula abietina
- Campanula adsurgens
- Campanula affinis
- Campanula alliariifolia ; synonyme :Campanula makaschvilii
- Campanula alpina
- Campanula alsinoides
- Campanula americana
- Campanula aparinoides
- Campanula ardonensis
- Campanula argyrotricha
- Campanula arvatica
- Campanula aucheri
- Campanula autraniana
- Campanula baumgartenii
- Campanula beauverdiana
- Campanula bellidifolia
- Campanula bessenginica
- Campanula betulifolia
- Campanula biebersteiniana
- Campanula bornmuelleri
- Campanula caespitosa
- Campanula calaminthifolia
- Campanula californica
- Campanula carpatica
- Campanula cashmeriana
- Campanula celsii
- Campanula chamissonis
- Campanula collina
- Campanula colorata
- Campanula crenulata
- Campanula dichotoma
- Campanula divaricata
- Campanula dolomitica
- Campanula drabifolia
- Campanula elatines
- Campanula elegans
- Campanula ephesia
- Campanula excisa
- Campanula exigua
- Campanula filicaulis
- Campanula formanekiana
- Campanula fragilis
- Campanula gansuensis
- Campanula garganica
- Campanula grossekii
- Campanula hemschinica
- Campanula hercegovina
- Campanula heterophylla
- Campanula imeretina
- Campanula incurva
- Campanula isophylla
- Campanula jacobaea
- Campanula kachethica
- Campanula kantschavelii
- Campanula kemulariae
- Campanula khasiana
- Campanula kolenatiana
- Campanula komarovii
- Campanula laciniata
- Campanula lanata
- Campanula lasiocarpa
- Campanula latiloba
- Campanula lingulata
- Campanula linifolia
- Campanula longistyla
- Campanula lusitanica
- Campanula lyrata
- Campanula macrorhiza
- Campanula macrostyla
- Campanula michauxioides
- Campanula mirabilis
- Campanula moesiaca
- Campanula mollis
- Campanula morettiana
- Campanula myrtifolia
- Campanula oblongifolia
- Campanula ochroleuca
- Campanula olympica
- Campanula orbelica
- Campanula oreadum
- Campanula orphanidea
- Campanula parryi
- Campanula pelviformis
- Campanula peregrina
- Campanula petraea
- Campanula petrophila
- Campanula phrygia
- Campanula phyctidocalyx
- Campanula piperi
- Campanula portenschlagiana, Synonyme Campanula muralis
- Campanula poscharskyana
- Campanula prenanthoides
- Campanula primulifolia
- Campanula pulla
- Campanula punctata
- Campanula pyramidalis
- Campanula raddeana
- Campanula raineri
- Campanula ramosissima
- Campanula reiseri
- Campanula reuteriana
- Campanula rhomboidalis (Campanule rhomboïdale
- Campanula rupestris
- Campanula sarmatica
- Campanula sartorii
- Campanula saxatilis
- Campanula saxifraga
- Campanula scabrella
- Campanula scouleri
- Campanula sibirica
- Campanula spruneriana
- Campanula stevenii
- Campanula stricta
- Campanula strigosa
- Campanula teucrioides
- Campanula takesimana
- Campanula thessela
- Campanula tomentosa
- Campanula tommasiniana
- Campanula trautvetteri
- Campanula tridentata
- Campanula troegerae
- Campanula uniflora
- Campanula versicolor
- Campanula vidalii
- Campanula violae
- Campanula waldsteiniana
- Campanula zoysii

## Illustrations
- Campanula latifolia

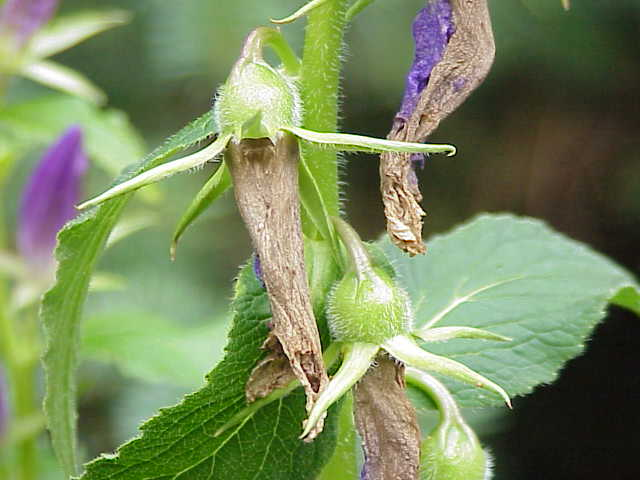
fleurs fanées
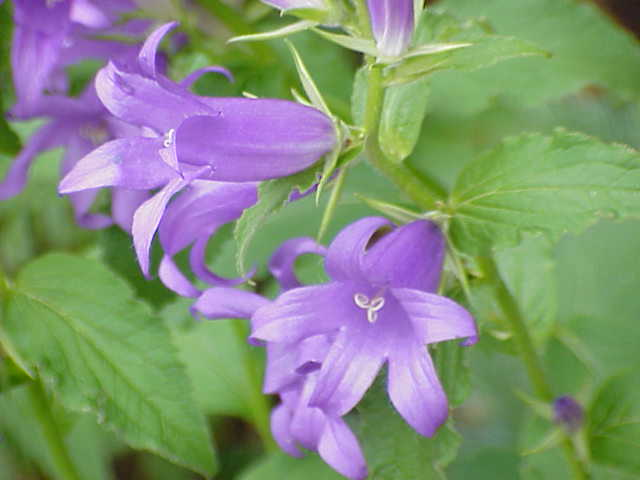
fleurs
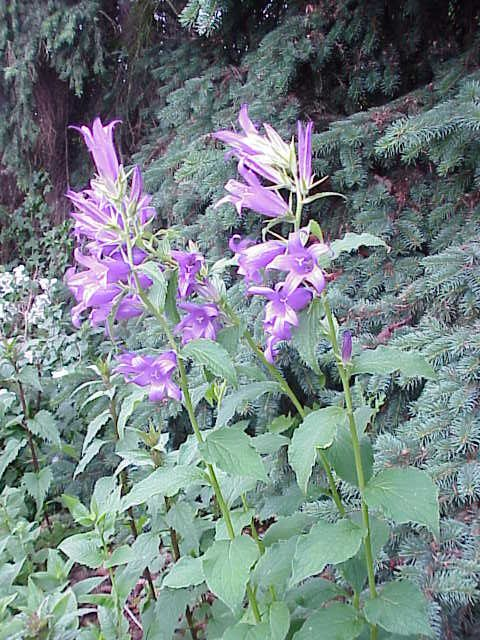
Plante en fleurs

- Campanula latifolia macrantha

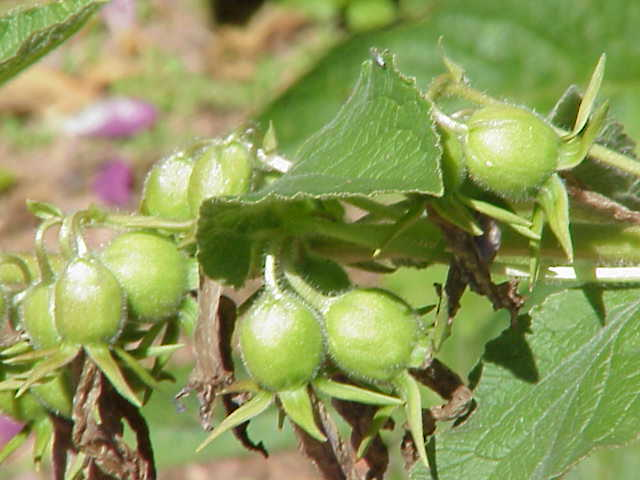
fruits
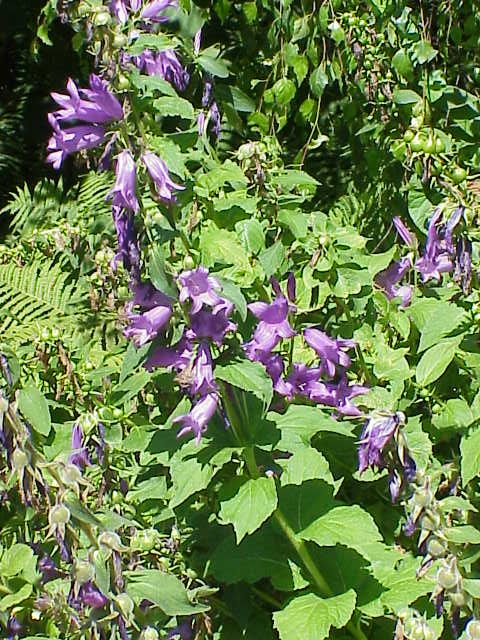
plante en fleurs

- Campanula linifolia
- Campanula macrorrhiza
- Campanula medium - Carillon
- Campanula patula — Campanule étalée

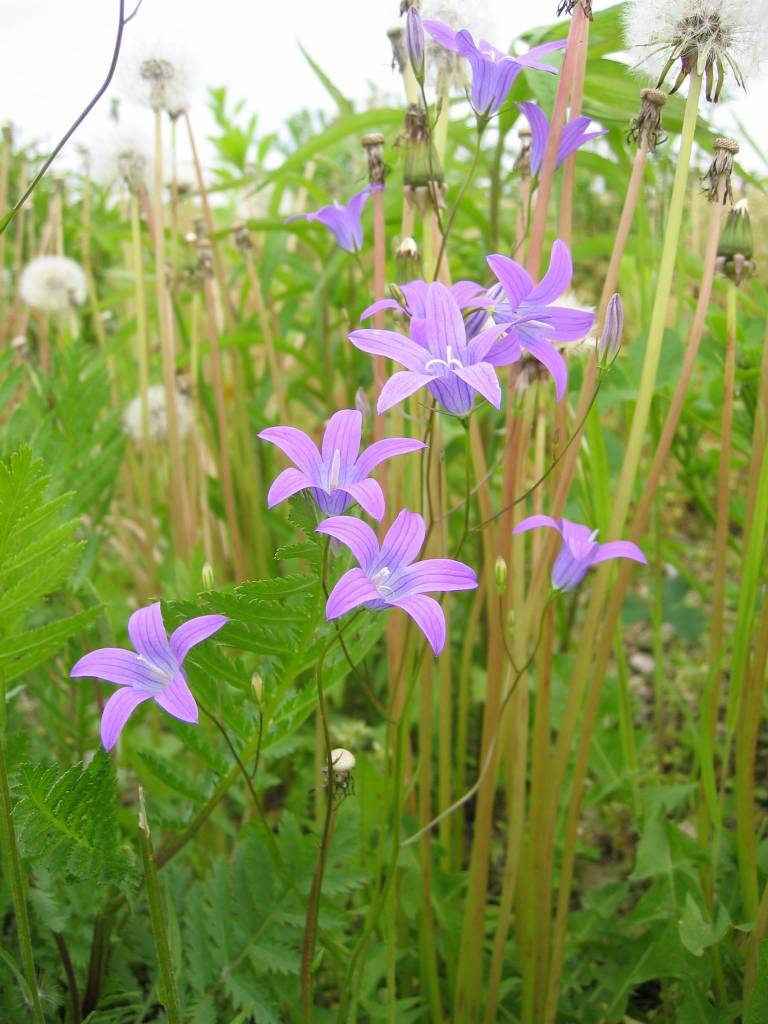
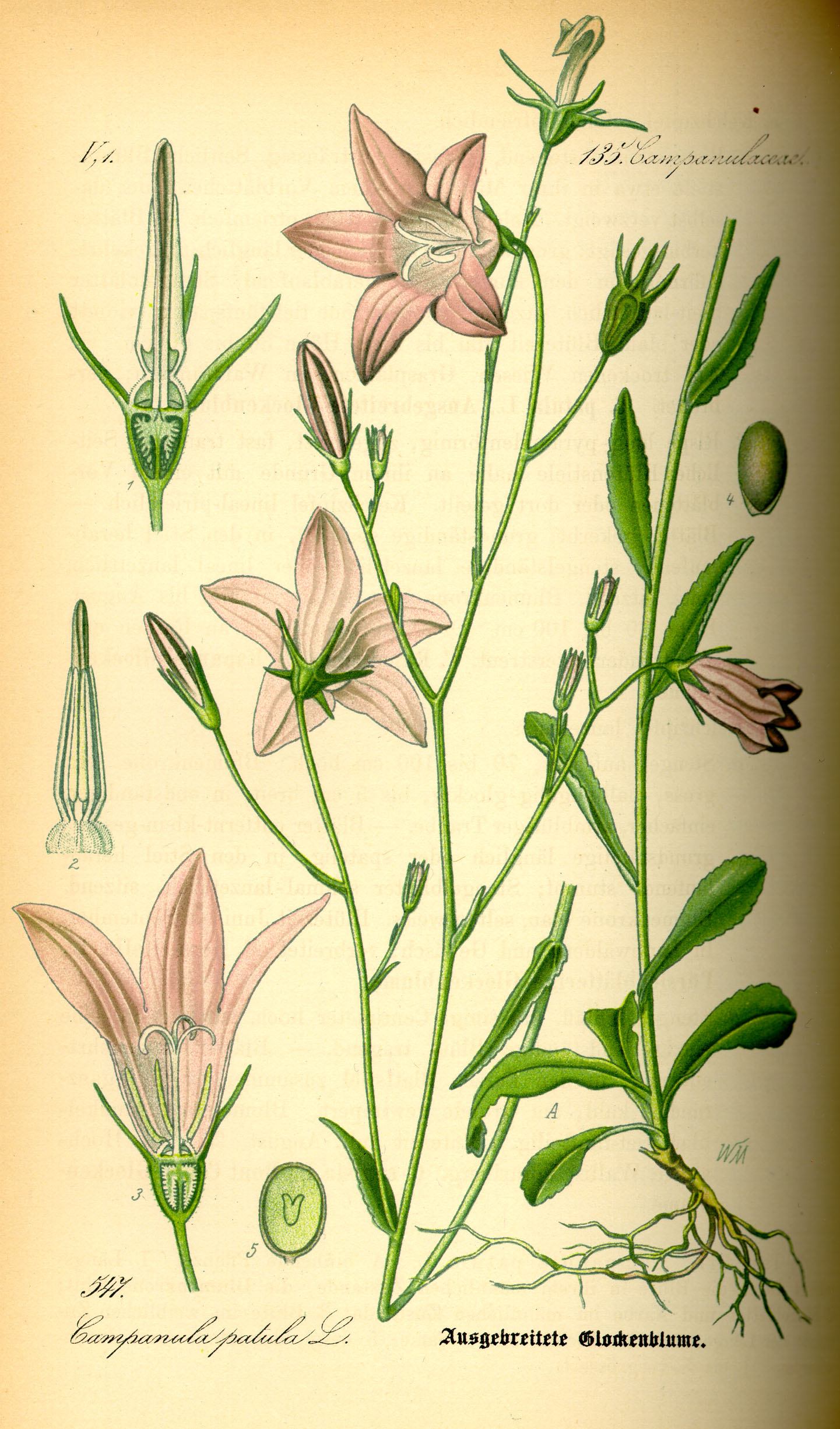

- Campanula persicifolia — Campanule à feuilles de pêcher

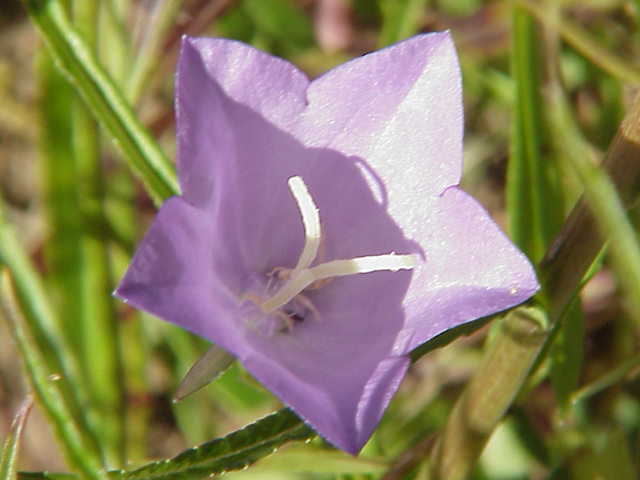
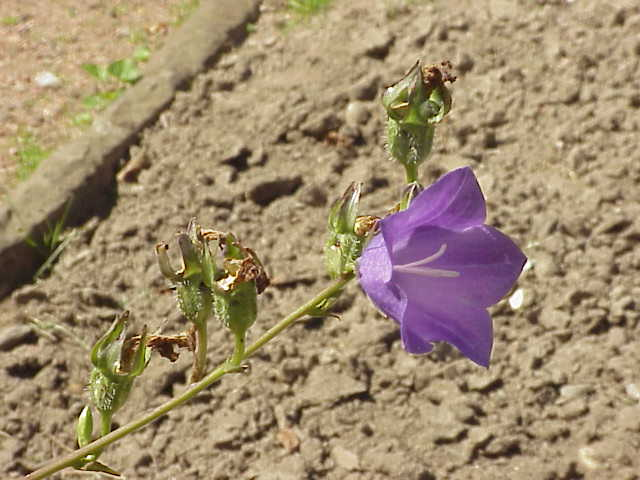
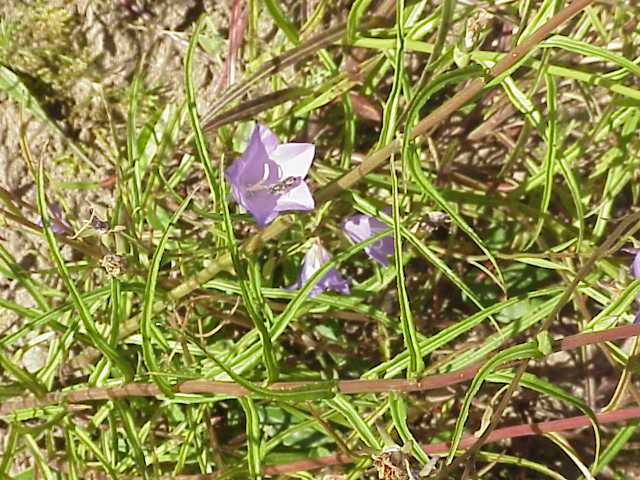

- Campanula petraea
- Campanula pusilla
- Campanula rapunculoides

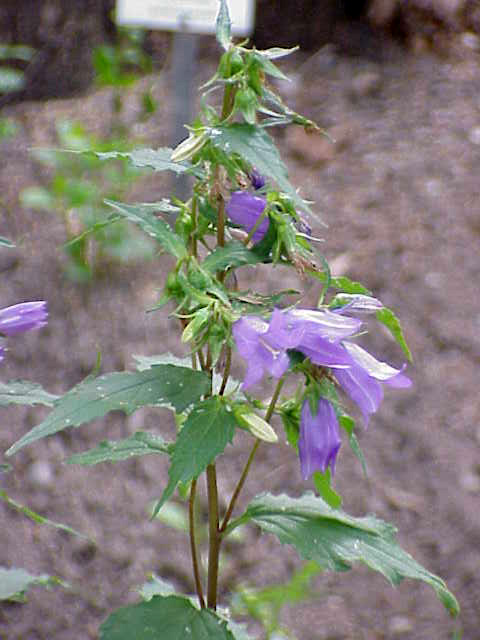
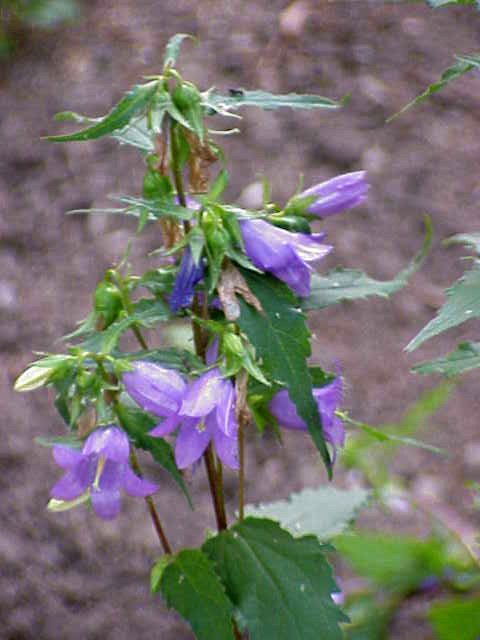

- Campanula rapunculus — Campanule raiponce
- Campanula rhomboidalis
- Campanula rotundifolia

- Campanula scheuchzeri

- Campanula speciosa
- Campanula spicata

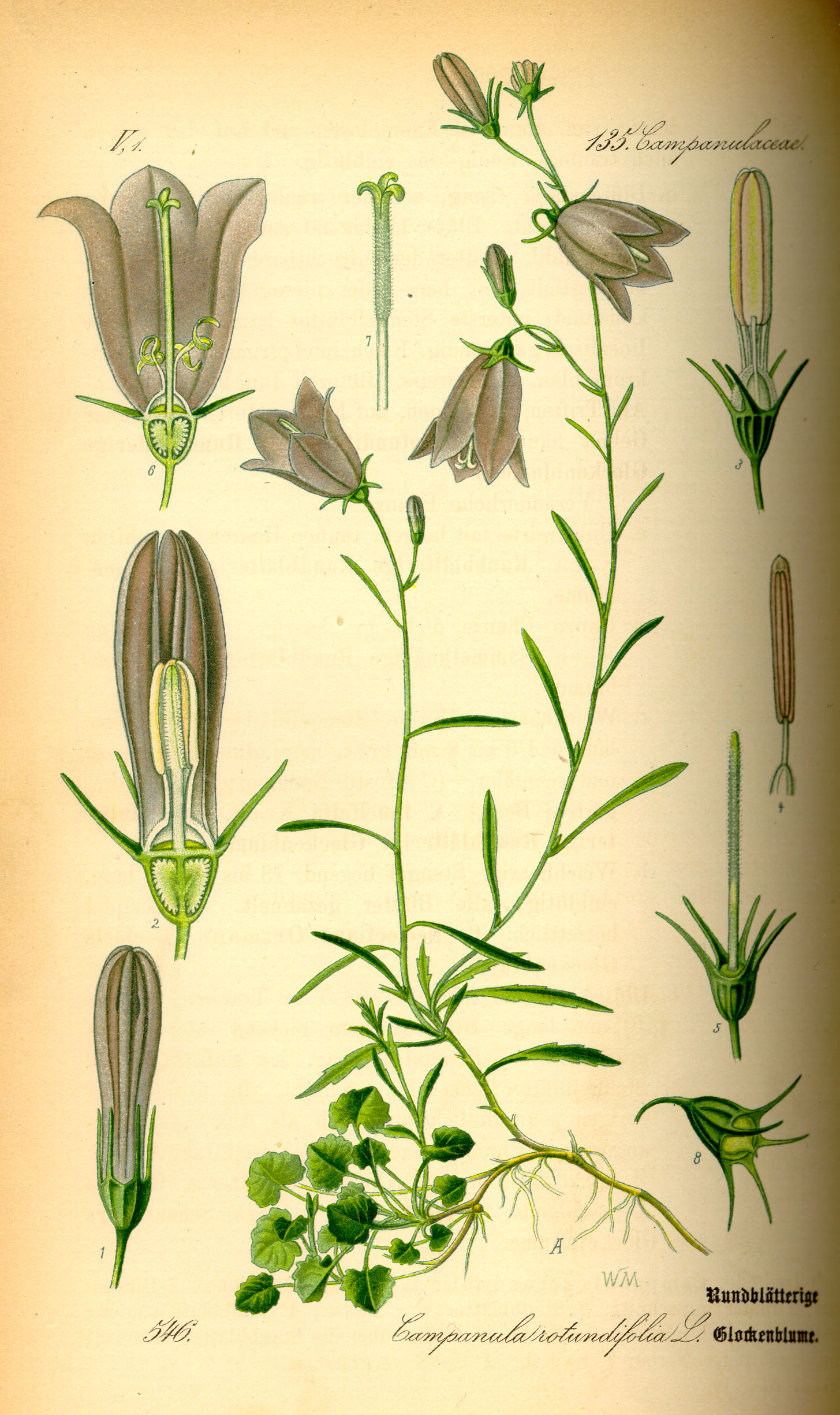
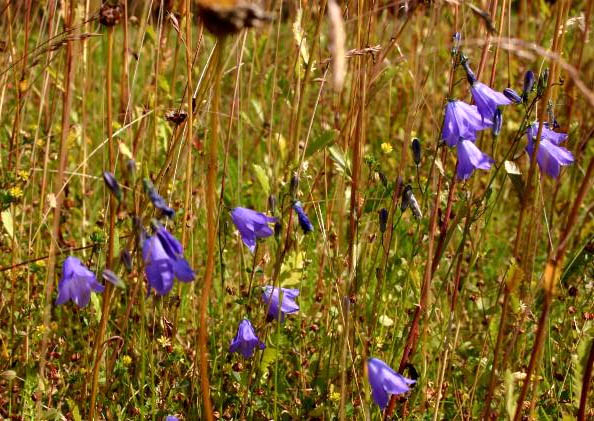

- Campanula trachelium — Campanule gantelée
- Campanula thyrsoides

### Flore en dehors de la France

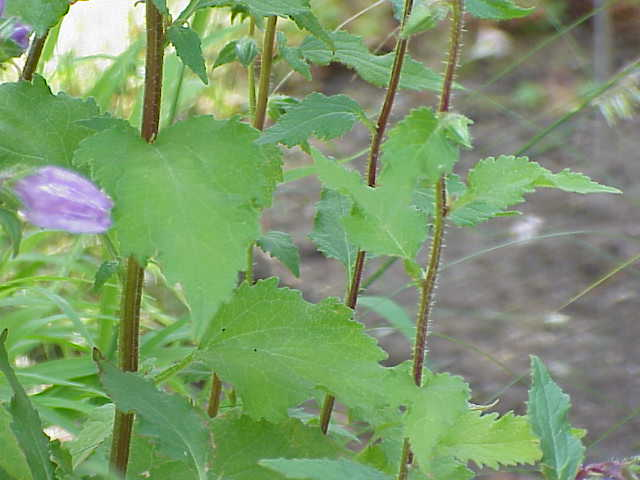
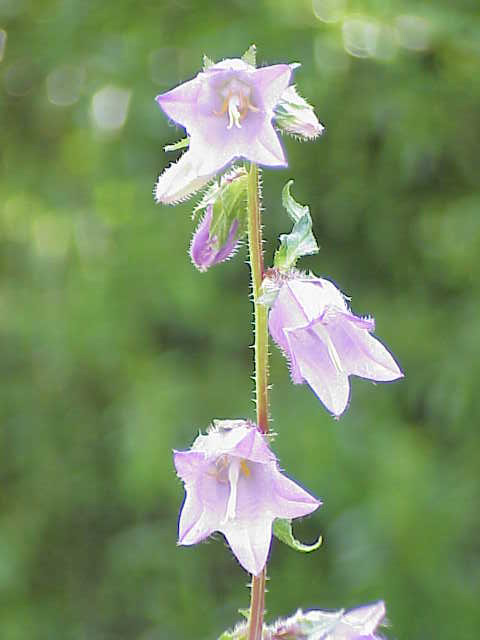
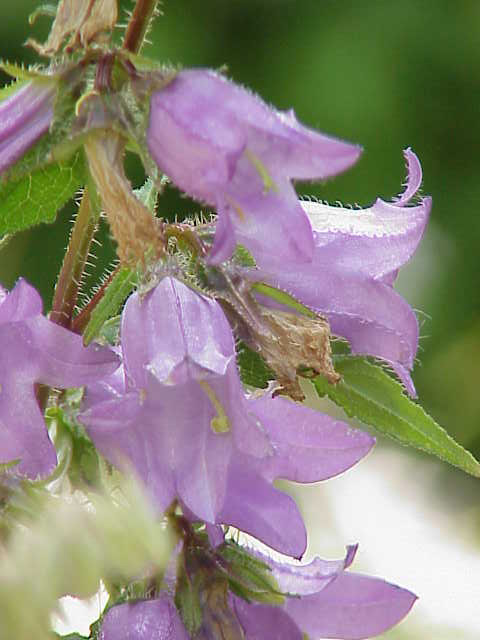

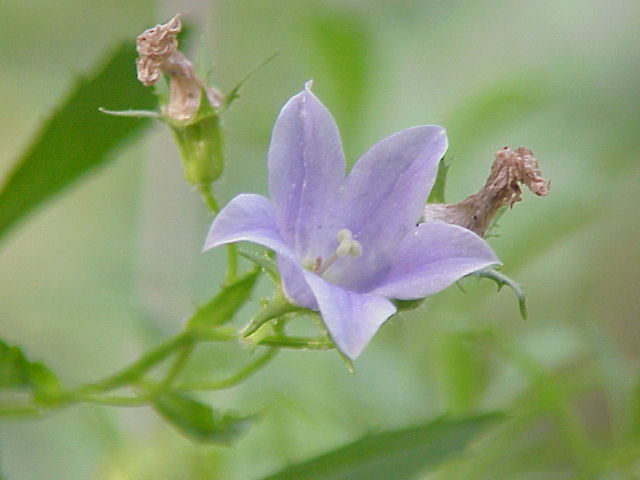
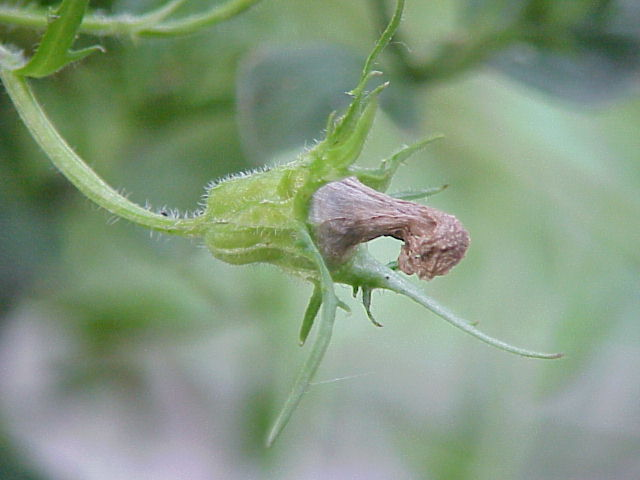
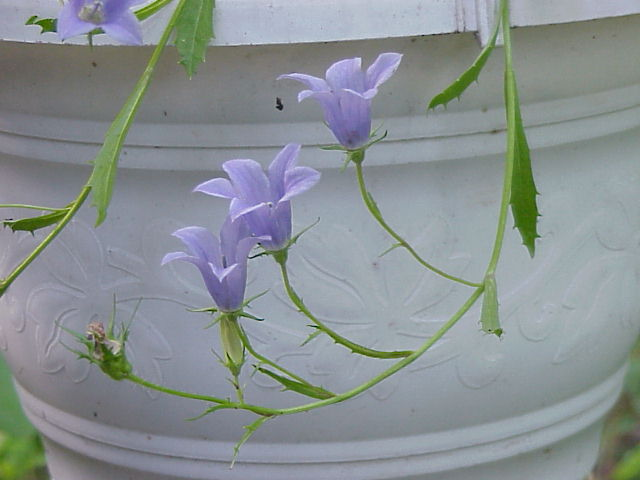

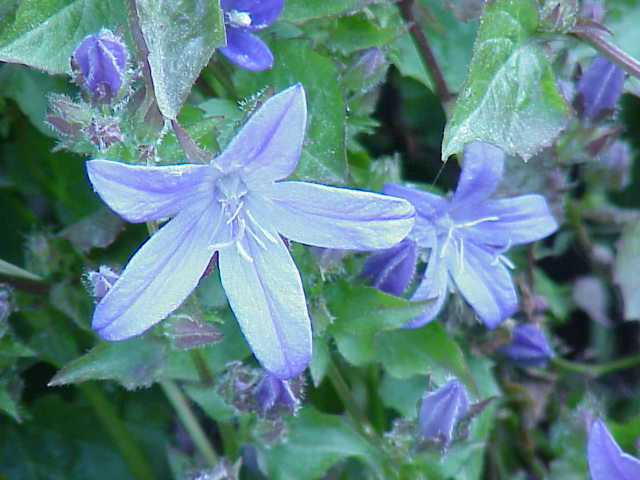
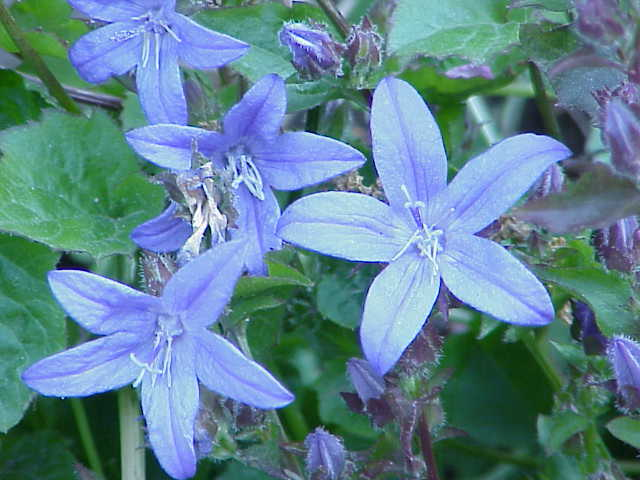
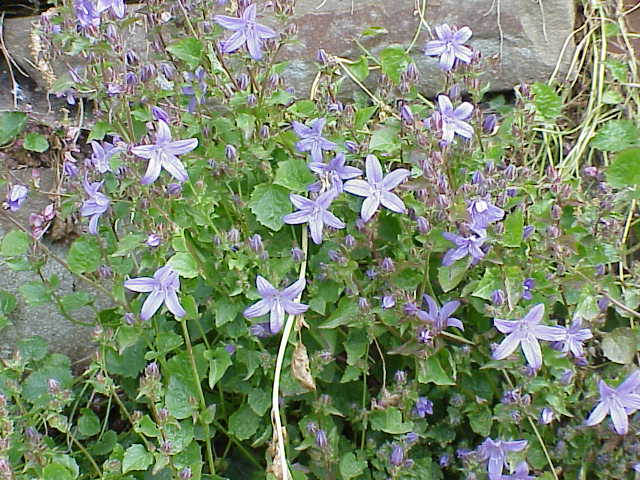
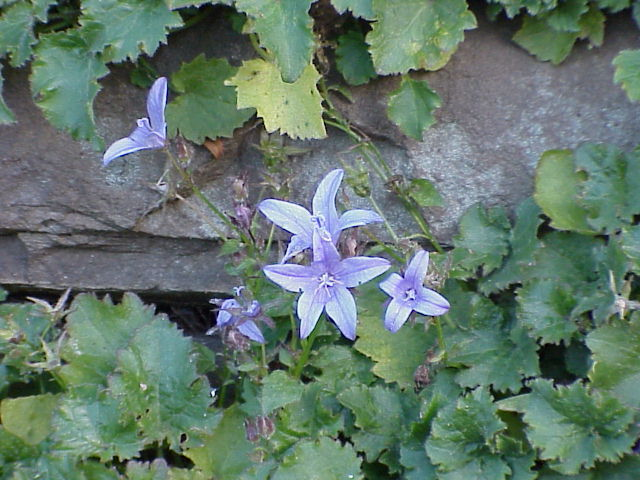
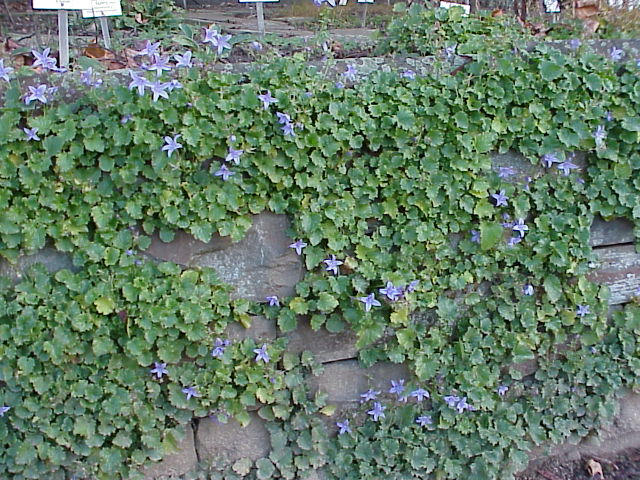

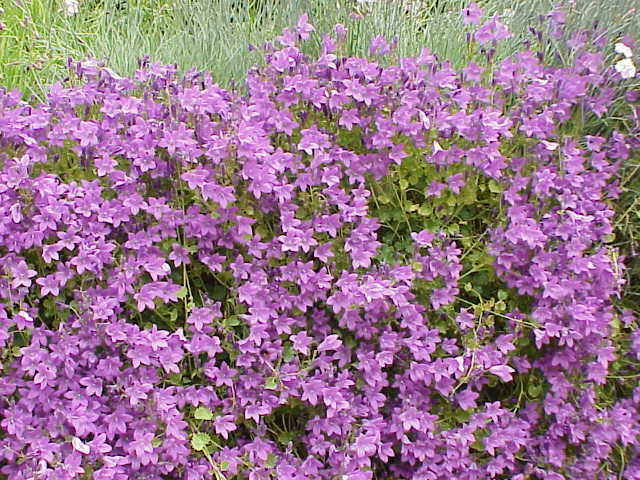
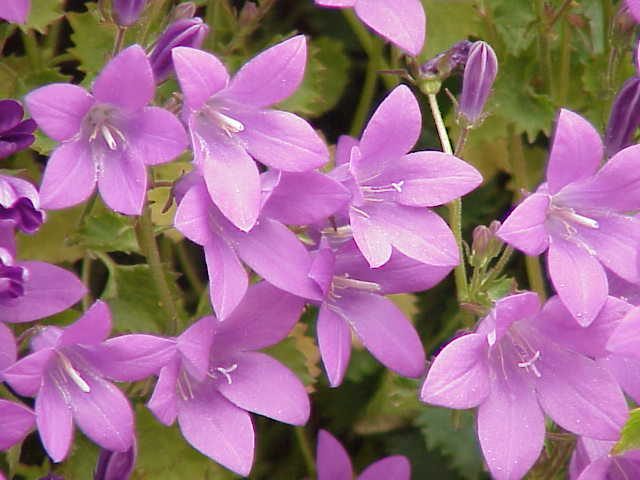
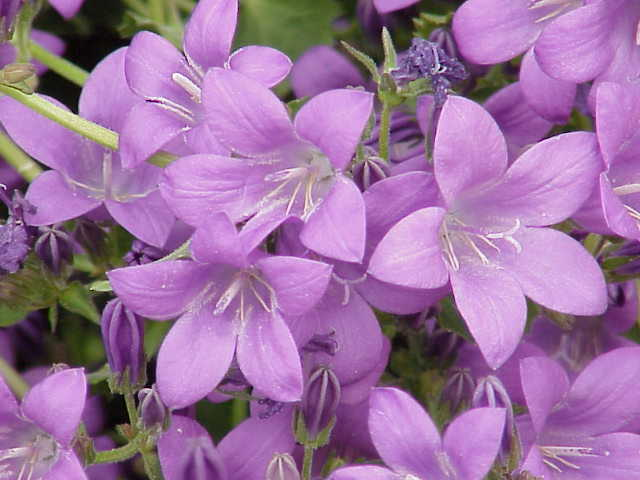
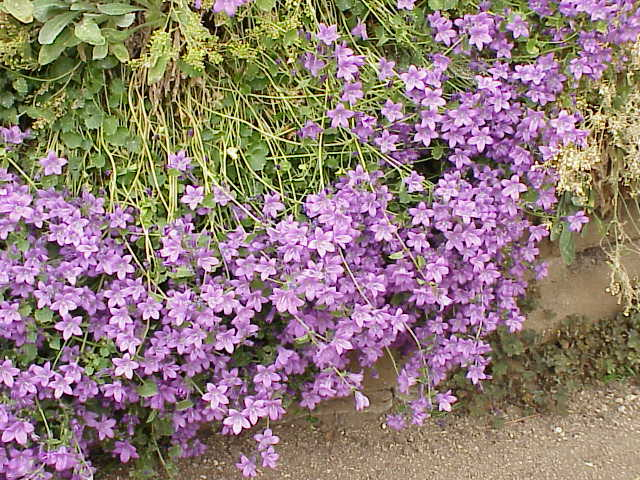

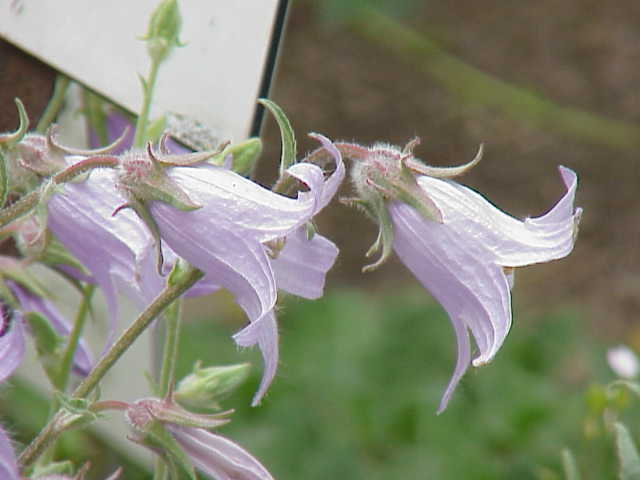
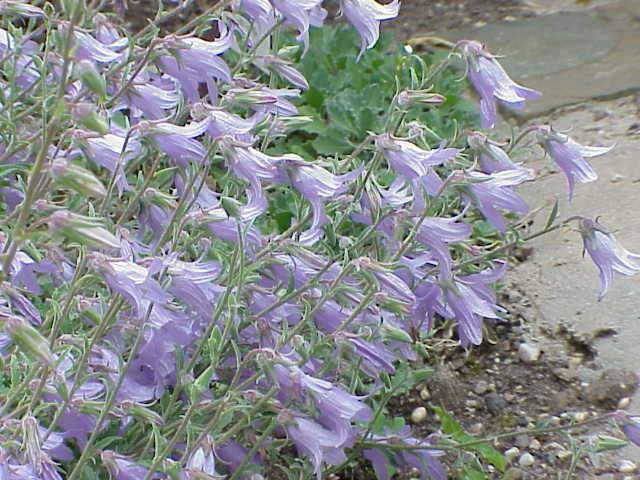

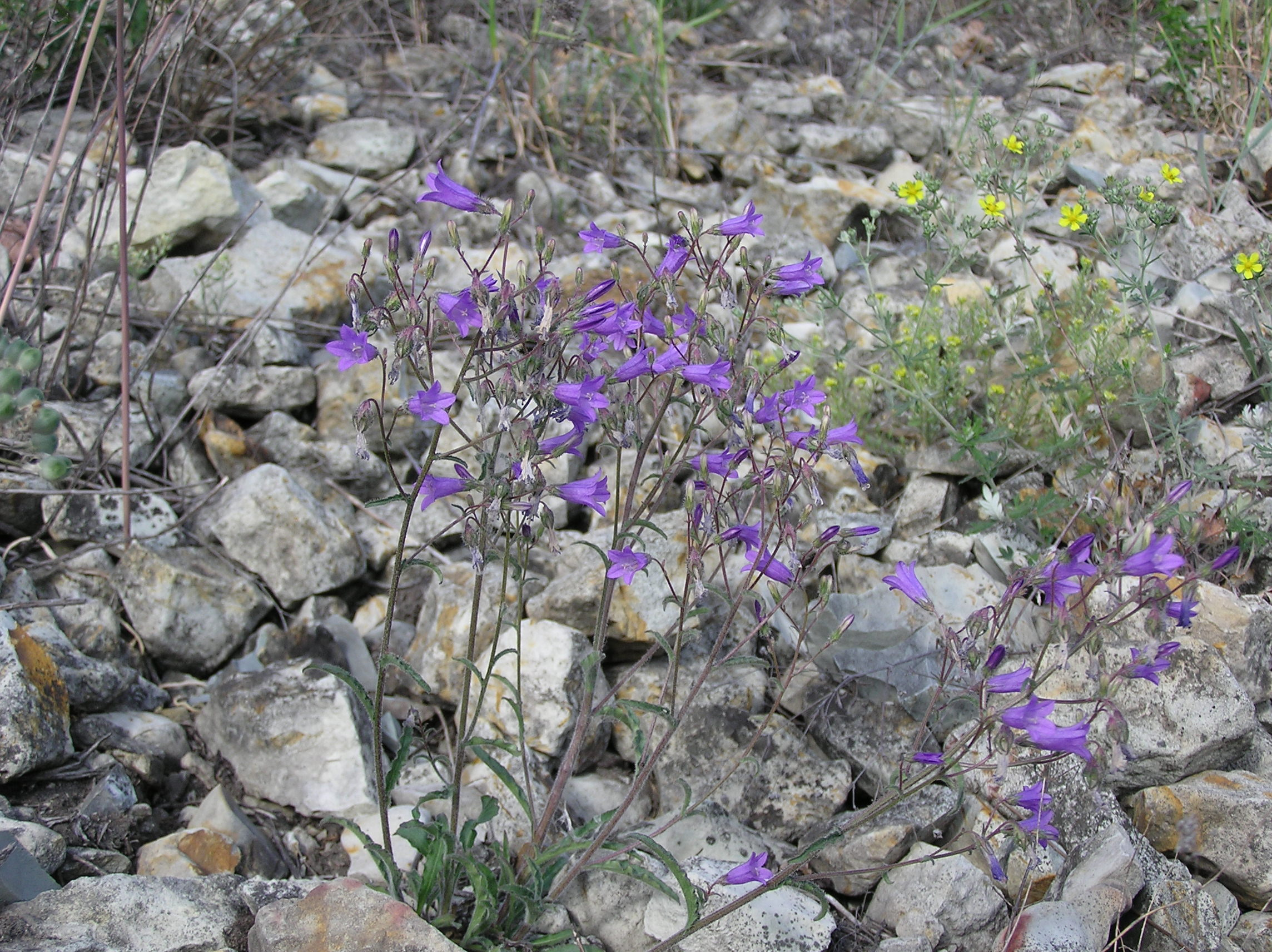
Habitus
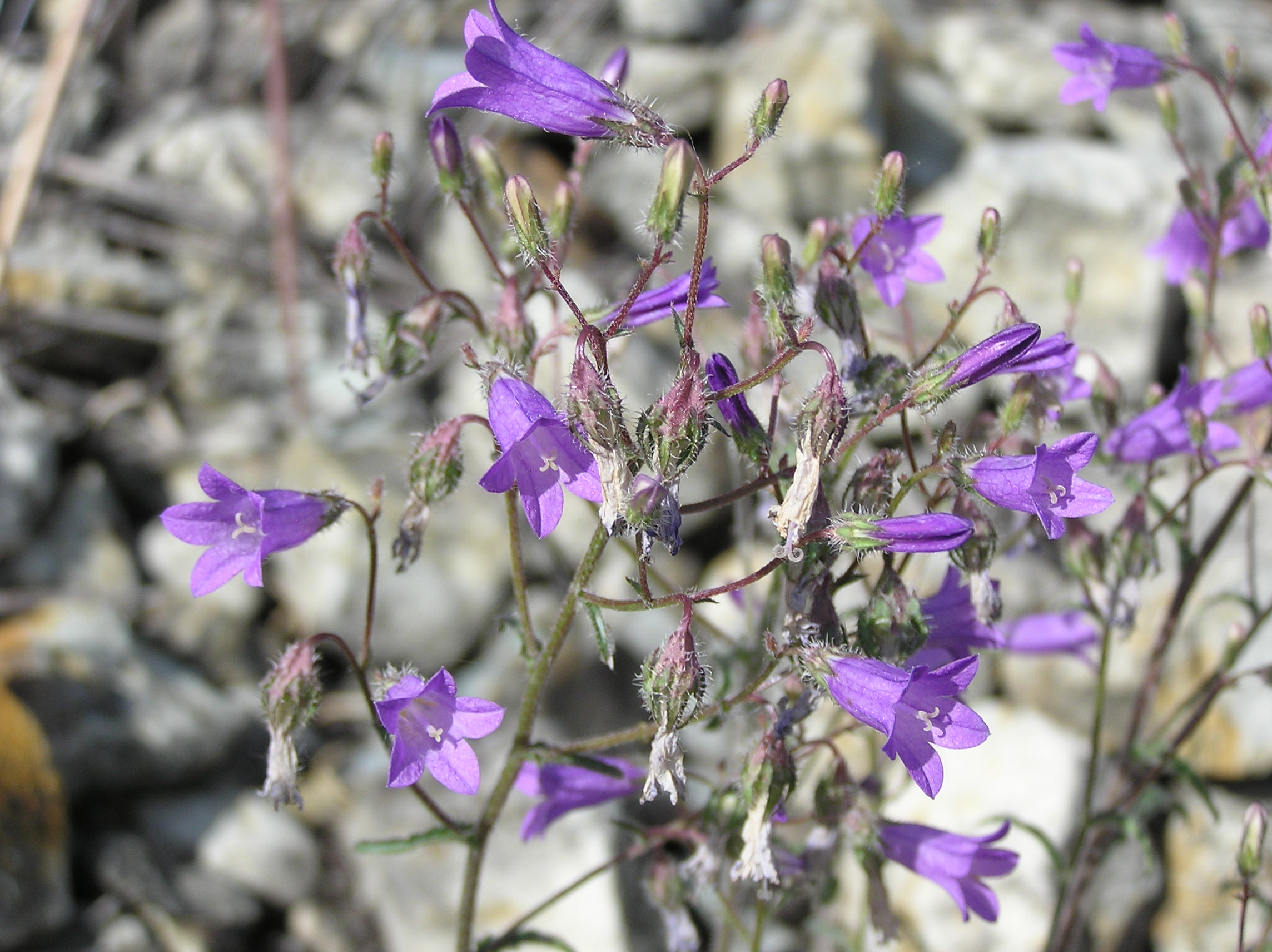
Inflorescences

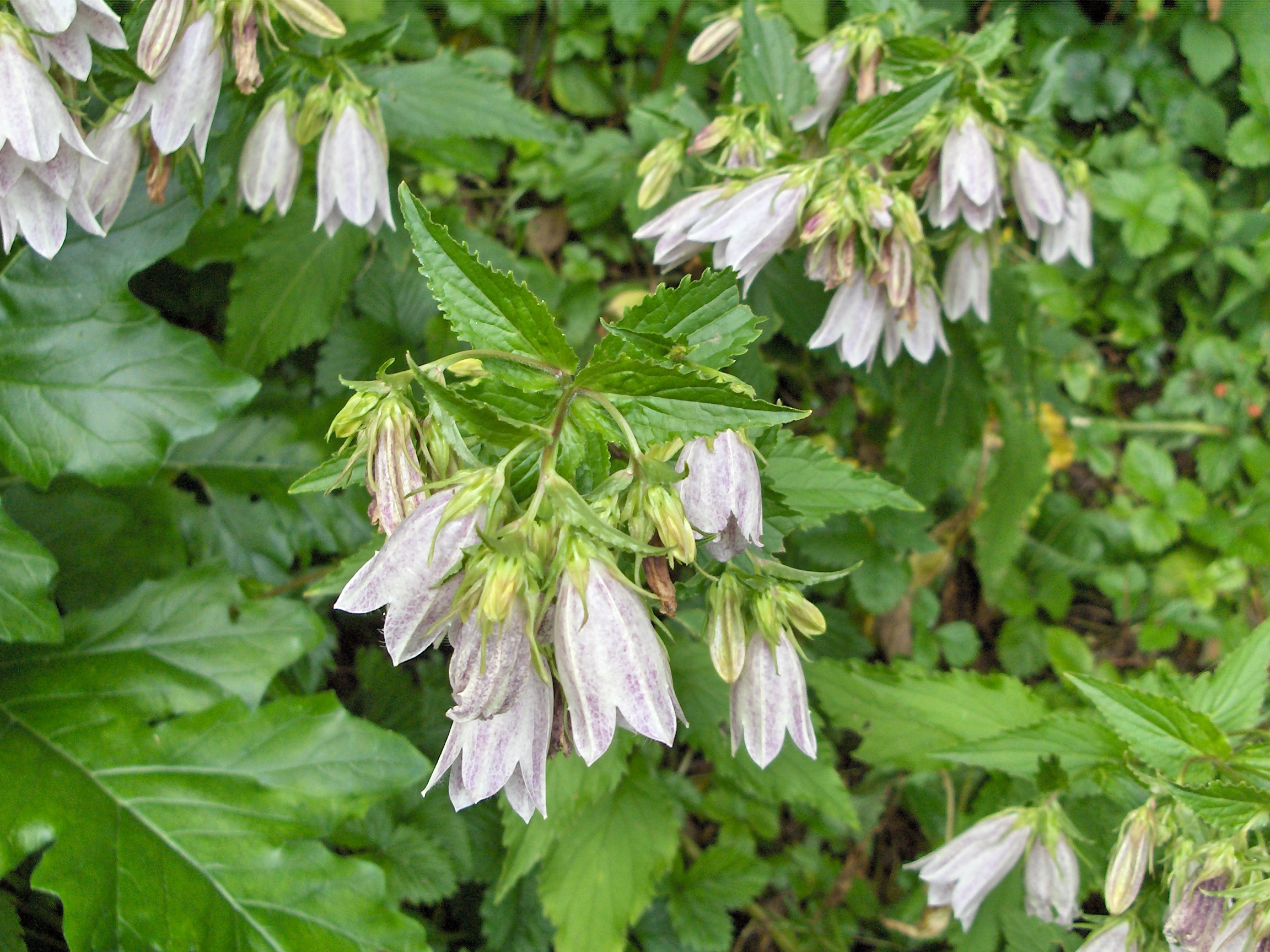

- Campanula alliariifolia

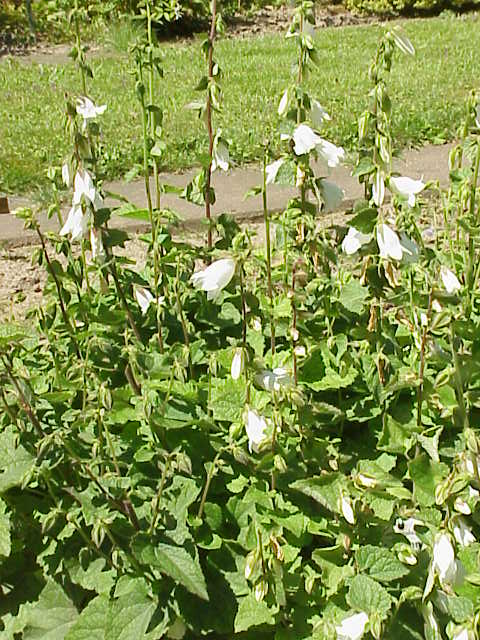
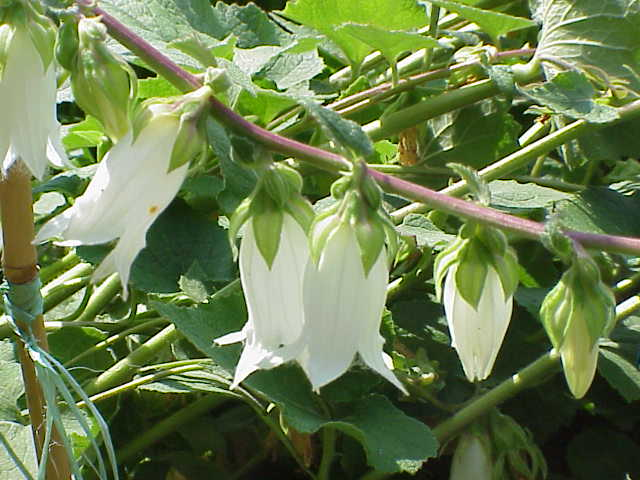
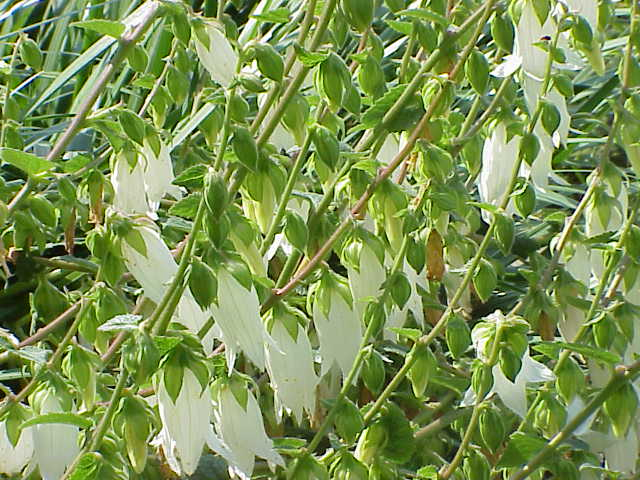
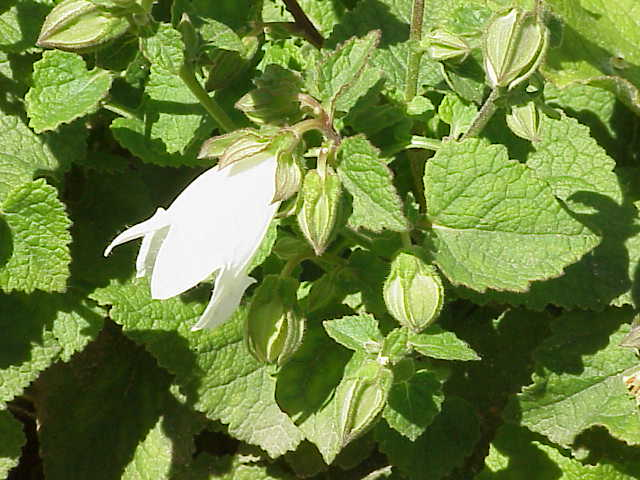

- Campanula garganica — Campanule étoilée

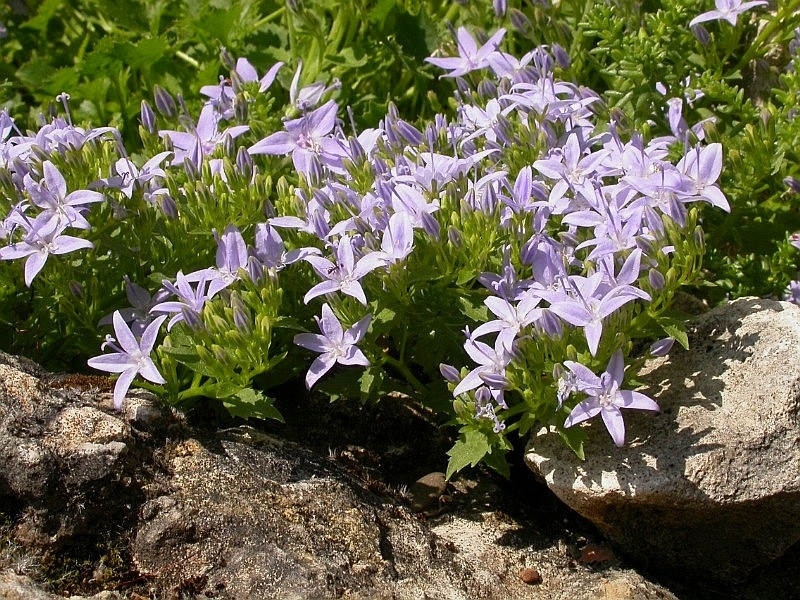
Campanula garganica

- Campanula grossekii

- Campanula lasiocarpa

- Campanula poscharskyana

- Campanula portenschlagiana

- Campanula sarmatica

- Campanula sibirica

- Habitus
- Inflorescences

- Campanula takesimana